# Gunter Hampel
Gunter Hampel (Göttingen, 1937. augusztus 31. –) német dzsesszzenész. Vibrafonos, klarinétos, szaxofonos, zongorista, fuvolás.

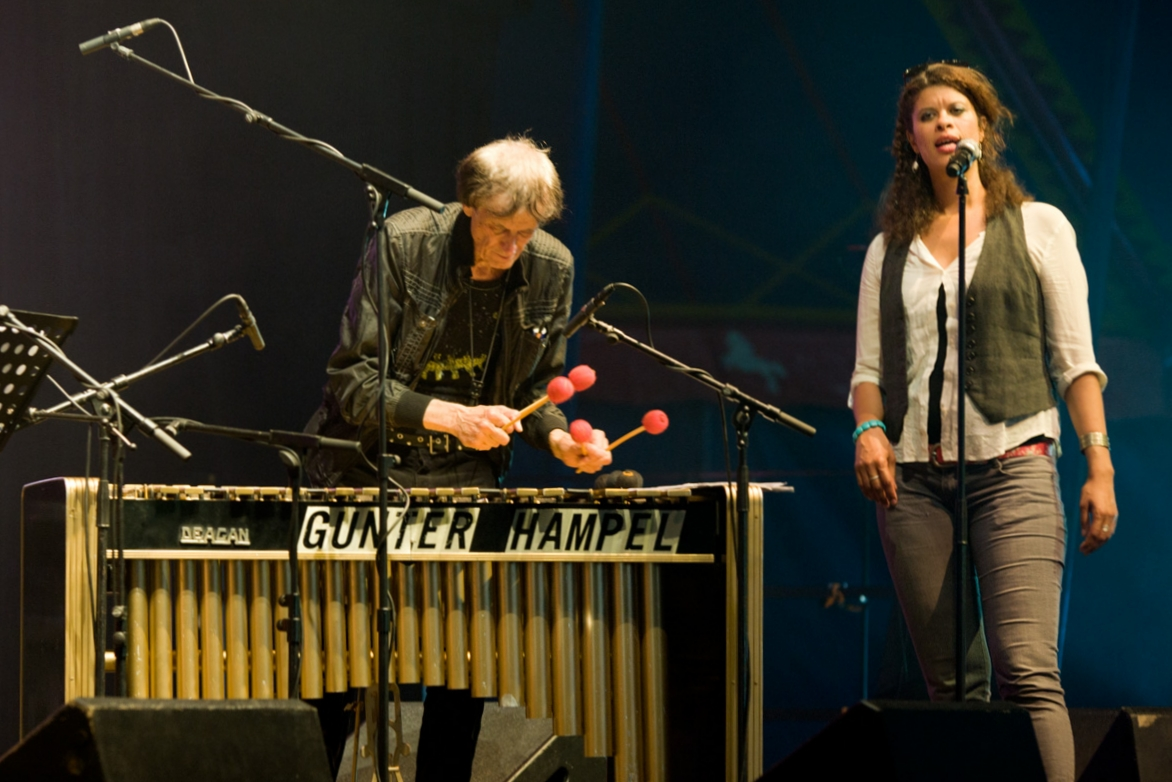
Gunter Hampel és lánya, Cavana Lee 2012-ben

## Pályakép
Gunter Hampel építészetet tanult. 1958-ban hivatásos jazz-zenész lett. 1953-ban vezetett először saját kombót. A Heartplants (1964) című lemeze volt az egyik első próbálkozása a független európai dzsesszzenében. 1966-tól egyre sűrűbben olyan európai zenészekkel, mint John McLaughlin, Arjen Gorter, Willem van Manen, Willem Breuker, Marion Brow, Jeanne Lee, Anthony Braxton.
Az 1970-es évek elején New Yorkban megalapította a „Galaxie Dream Bandet”, amely csaknem 30 évig működött. 2001-ben megalapította a Gunter Hampel Zene + Tánc Improvizációs Társulat.
Hampel 1972 óta tart több napos gyerekműhelyt vezet, melyben a kollektív dzsessz-improvizáció első lépéseit tanítja a mozgáson és improvizáción keresztül.
Hampel filmzenét írt Ben Becker 1996-os Sid és Nancy című munkáihoz. Részt vett Hans Werner Henze, Krzysztof Penderecki és Don Cherry kompozícióinak előadásában is.
Hampel saját lemezkiadót üzemeltet, amely mintegy 120 CD-t, DVD-t, LP-t adott ki.

## Albumok
- Heartplants (1965)
- Music from Europe (1968)
- The 8th of July 1969 (1969)
- Dances (1969)
- Espace with Boulou Ferre (1970)
- Spirits (1971)
- Out of New York (1971)
- Ballet-Symphony No. 5, Symphony No. 6 (1971)
- Broadway/Folksong (1972)
- Angel (1972)
- Waltz for 3 Universes in a Corridor (1972)
- I Love Being with You (1972)
- Unity Dance (1973)
- Journey to the Song Within (1974)
- Celebrations (1974)
- Ruomi (1974)
- Out from Under (1974)
- Cosmic Dancer (1975)
- Enfant Terrible (1975)
- Transformation (1976)
- Vogelfrei (1976)
- All Is Real (1978)
- That Came Down on Me (1978)
- Flying Carpet (1978)
- Reeds 'n' Vibes with Marion Brown (1978)
- Freedom of the Universe with Jeanne Lee (1979)
- Oasis with Jeanne Lee (1979)
- All the Things You Could Be If Charles Mingus Was Your Daddy (1980)
- Wellen/Waves (1980)
- Life on This Planet (1981)
- A Place to Be with Us (1981)
- Companion (1982)
- Gemini (1983)
- Jubilation (1985)
- Dialog with Matthias Schubert (1992)
- Time Is Now (1992)
- Celestial Glory (1992)
- Next Generation (1995)
- Koln Concert One (1997)
- Koln Concert Part 2 (1997)
- Solid Fun with Christian Weidner (1998)
- The 8th of September (1999)
- Survivor (2001)
- Earthlings (2001)
- The Way Out (2003)
- Zeitgeist (2006)
- Celestial Travellin'... and Other Ways to Get Around (2006)
- Stellar Dust (2008)
- Vibes Vibes (2009)
- Lifer (2009)
- Solo Concert − Brandenburg Concerto (2012)
- Holy Lights + Human Rights (2014)
- Fukushima (2014)
- Psychedelic Lullaby for Artificial Babies (2014)
- Bounce (2017)

## Díjak
- 1978: Down Beat kritikusainak díja; vibrafon kategória
- 1997: Alsó-Szászország Állami Díja
- 1997: State Award of Lower Saxony
- 2007: Göttingen város díszmedálja
- 2007: életmű-díj (Albert-Mangelsdorff-díj)
- 2009: a Német Szövetségi Köztársaság Érdemrendje
- 2010: Praetorius Zenei Díj

## Fordítás
Ez a szócikk részben vagy egészben  a   Gunter Hampel című német Wikipédia-szócikk ezen változatának fordításán alapul.  Az eredeti cikk szerkesztőit annak laptörténete sorolja fel. Ez a jelzés csupán a megfogalmazás eredetét és a szerzői jogokat jelzi, nem szolgál a cikkben szereplő információk forrásmegjelöléseként.